# Athetis pilosissima
Athetis pilosissima là một loài bướm đêm trong họ Noctuidae.